# هيوان
هيوان هي مدينة من مدن الصين. يبلغ عدد سكانها 2950195 نسمة حسب إحصائيات سنة 2010. يبلغ ارتفاع المدينة عن سطح البحر قرابة 39 متر. تبلغ مساحتها 15653.63 كم².

## المناخ
يظهر الجدول التالي التغييرات المناخية على مدار السنة لهيوان:
| البيانات المناخية لـهيوان                                                                    | البيانات المناخية لـهيوان | البيانات المناخية لـهيوان | البيانات المناخية لـهيوان | البيانات المناخية لـهيوان | البيانات المناخية لـهيوان | البيانات المناخية لـهيوان | البيانات المناخية لـهيوان | البيانات المناخية لـهيوان | البيانات المناخية لـهيوان | البيانات المناخية لـهيوان | البيانات المناخية لـهيوان | البيانات المناخية لـهيوان | البيانات المناخية لـهيوان |
| الشهر                                                                                        | يناير                     | فبراير                    | مارس                      | أبريل                     | مايو                      | يونيو                     | يوليو                     | أغسطس                     | سبتمبر                    | أكتوبر                    | نوفمبر                    | ديسمبر                    | المعدل السنوي             |
| -------------------------------------------------------------------------------------------- | ------------------------- | ------------------------- | ------------------------- | ------------------------- | ------------------------- | ------------------------- | ------------------------- | ------------------------- | ------------------------- | ------------------------- | ------------------------- | ------------------------- | ------------------------- |
| الدرجة القصوى °م (°ف)                                                                        | 28.3 (82.9)               | 29.9 (85.8)               | 33.0 (91.4)               | 33.8 (92.8)               | 36.0 (96.8)               | 38.6 (101.5)              | 39.0 (102.2)              | 38.8 (101.8)              | 37.5 (99.5)               | 36.6 (97.9)               | 34.2 (93.6)               | 29.9 (85.8)               | 39.0 (102.2)              |
| متوسط درجة الحرارة الكبرى °م (°ف)                                                            | 18.4 (65.1)               | 18.9 (66.0)               | 21.7 (71.1)               | 26.0 (78.8)               | 29.7 (85.5)               | 31.6 (88.9)               | 33.4 (92.1)               | 33.3 (91.9)               | 31.8 (89.2)               | 29.2 (84.6)               | 25.0 (77.0)               | 20.3 (68.5)               | 26.6 (79.9)               |
| المتوسط اليومي °م (°ف)                                                                       | 13.1 (55.6)               | 14.3 (57.7)               | 17.4 (63.3)               | 22.0 (71.6)               | 25.5 (77.9)               | 27.4 (81.3)               | 28.5 (83.3)               | 28.4 (83.1)               | 27.1 (80.8)               | 24.1 (75.4)               | 19.5 (67.1)               | 14.7 (58.5)               | 21.8 (71.3)               |
| متوسط درجة الحرارة الصغرى °م (°ف)                                                            | 9.6 (49.3)                | 11.2 (52.2)               | 14.3 (57.7)               | 19.1 (66.4)               | 22.4 (72.3)               | 24.5 (76.1)               | 25.2 (77.4)               | 25.2 (77.4)               | 23.7 (74.7)               | 20.2 (68.4)               | 15.6 (60.1)               | 10.8 (51.4)               | 18.5 (65.3)               |
| أدنى درجة حرارة °م (°ف)                                                                      | 0.9 (33.6)                | 1.8 (35.2)                | 2.0 (35.6)                | 7.9 (46.2)                | 15.0 (59.0)               | 18.6 (65.5)               | 18.5 (65.3)               | 21.4 (70.5)               | 16.0 (60.8)               | 10.3 (50.5)               | 3.8 (38.8)                | −0.7 (30.7)               | −0.7 (30.7)               |
| الهطول مم (إنش)                                                                              | 51.2 (2.02)               | 96.0 (3.78)               | 160.3 (6.31)              | 230.8 (9.09)              | 290.0 (11.42)             | 351.3 (13.83)             | 221.5 (8.72)              | 248.4 (9.78)              | 160.2 (6.31)              | 41.8 (1.65)               | 38.8 (1.53)               | 37.5 (1.48)               | 1٬927٫8 (75.92)           |
| متوسط الأيام الممطرة (≥ 0.1 mm)                                                              | 8.0                       | 12.5                      | 16.4                      | 17.8                      | 20.1                      | 19.5                      | 16.7                      | 17.8                      | 12.6                      | 6.1                       | 5.3                       | 5.8                       | 158.6                     |
| متوسط الرطوبة النسبية (%)                                                                    | 69                        | 74                        | 78                        | 80                        | 80                        | 82                        | 79                        | 80                        | 75                        | 66                        | 65                        | 65                        | 74                        |
| ساعات سطوع الشمس الشهرية                                                                     | 135.8                     | 91.7                      | 85.3                      | 92.8                      | 122.5                     | 155.3                     | 219.0                     | 200.9                     | 189.7                     | 197.1                     | 180.5                     | 172.0                     | 1٬842٫6                   |
| نسبة وصول أشعة الشمس                                                                         | 41                        | 29                        | 23                        | 24                        | 30                        | 38                        | 53                        | 50                        | 52                        | 55                        | 55                        | 52                        | 42                        |
| المصدر #1: China Meteorological Data Service Center                                          |                           |                           |                           |                           |                           |                           |                           |                           |                           |                           |                           |                           |                           |
| المصدر #2: China Meteorological Administration(precipitation days, sunshine hours 1971-2000) |                           |                           |                           |                           |                           |                           |                           |                           |                           |                           |                           |                           |                           |

## توأمة
لهيوان اتفاقيات توأمة مع:
- كوتا كينابالو

## أعلام
- شياو يانغ